# Богіча
Богіча (рум. Boghicea) — село у повіті Нямц в Румунії. Входить до складу комуни Богіча.
Село розташоване на відстані 300 км на північ від Бухареста, 55 км на схід від П'ятра-Нямца, 40 км на захід від Ясс.

## Населення
За даними перепису населення 2002 року у селі проживали 1269 осіб, з них 1268 осіб (99,9%) румунів. Рідною мовою 1268 осіб (99,9%) назвали румунську.